# اورب (رود)
 اورب رودی است به دریای مدیترانه می‌ریزد. این رود از کشور فرانسه می‌گذرد.

## نگارخانه

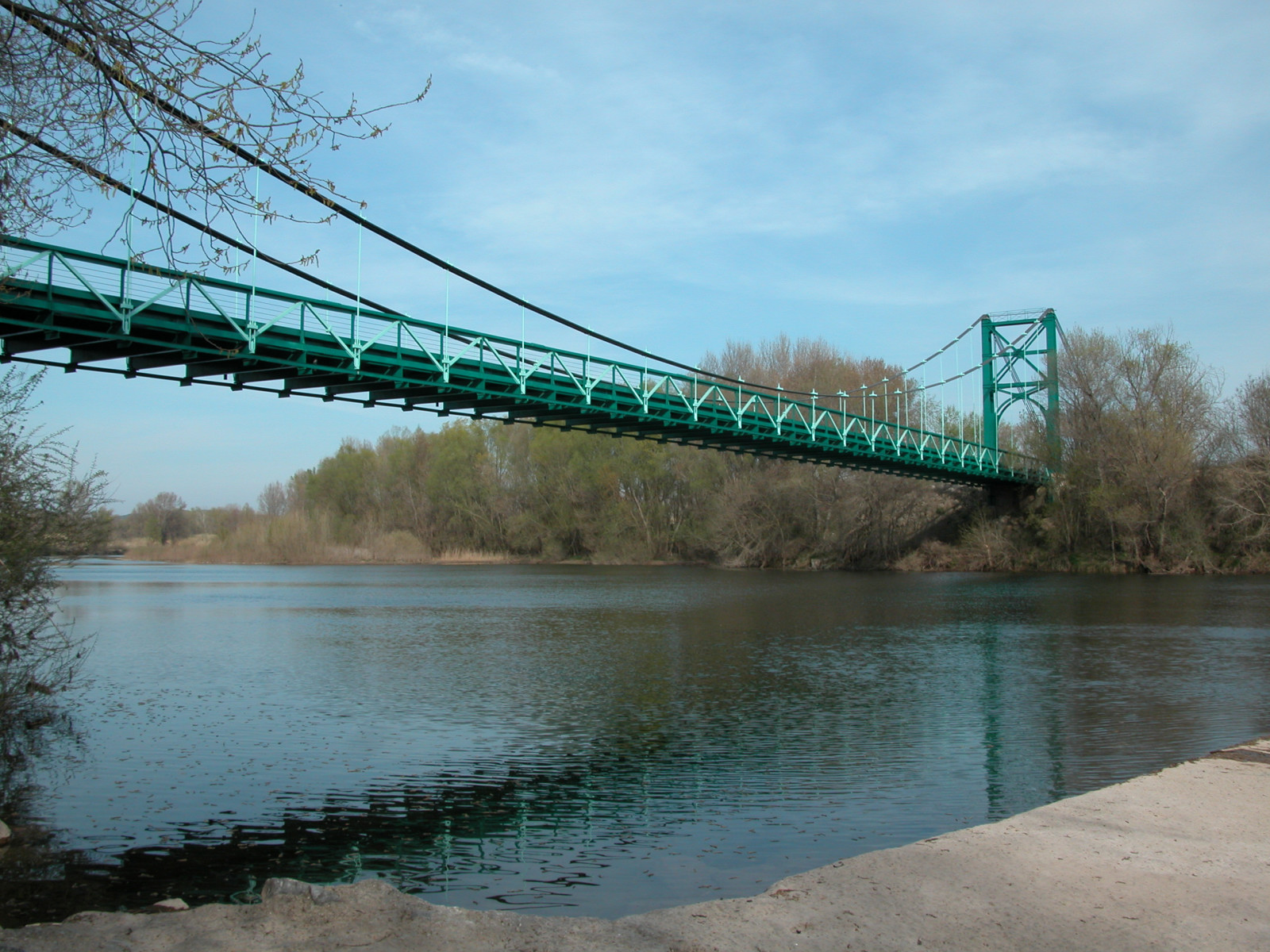
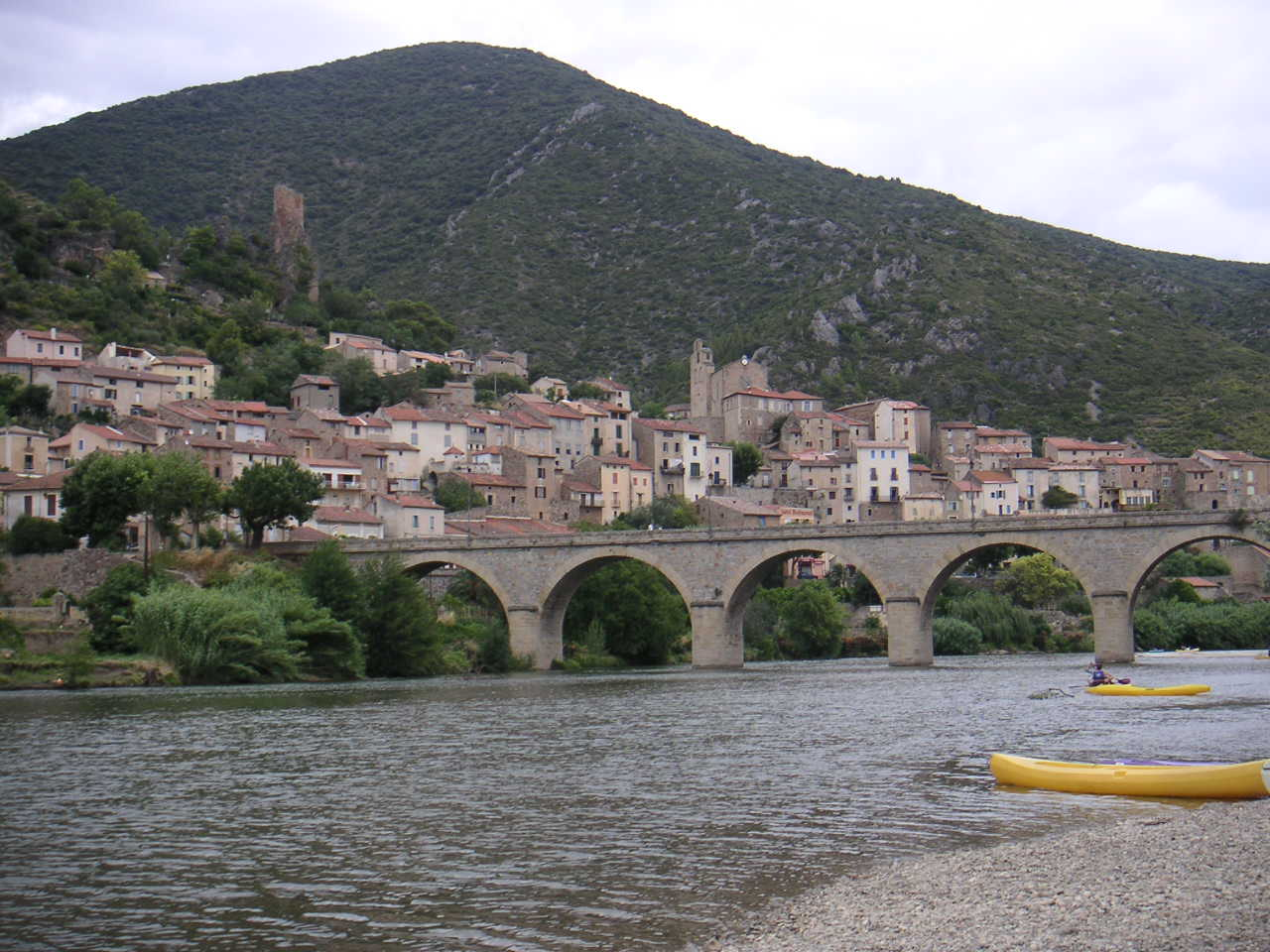
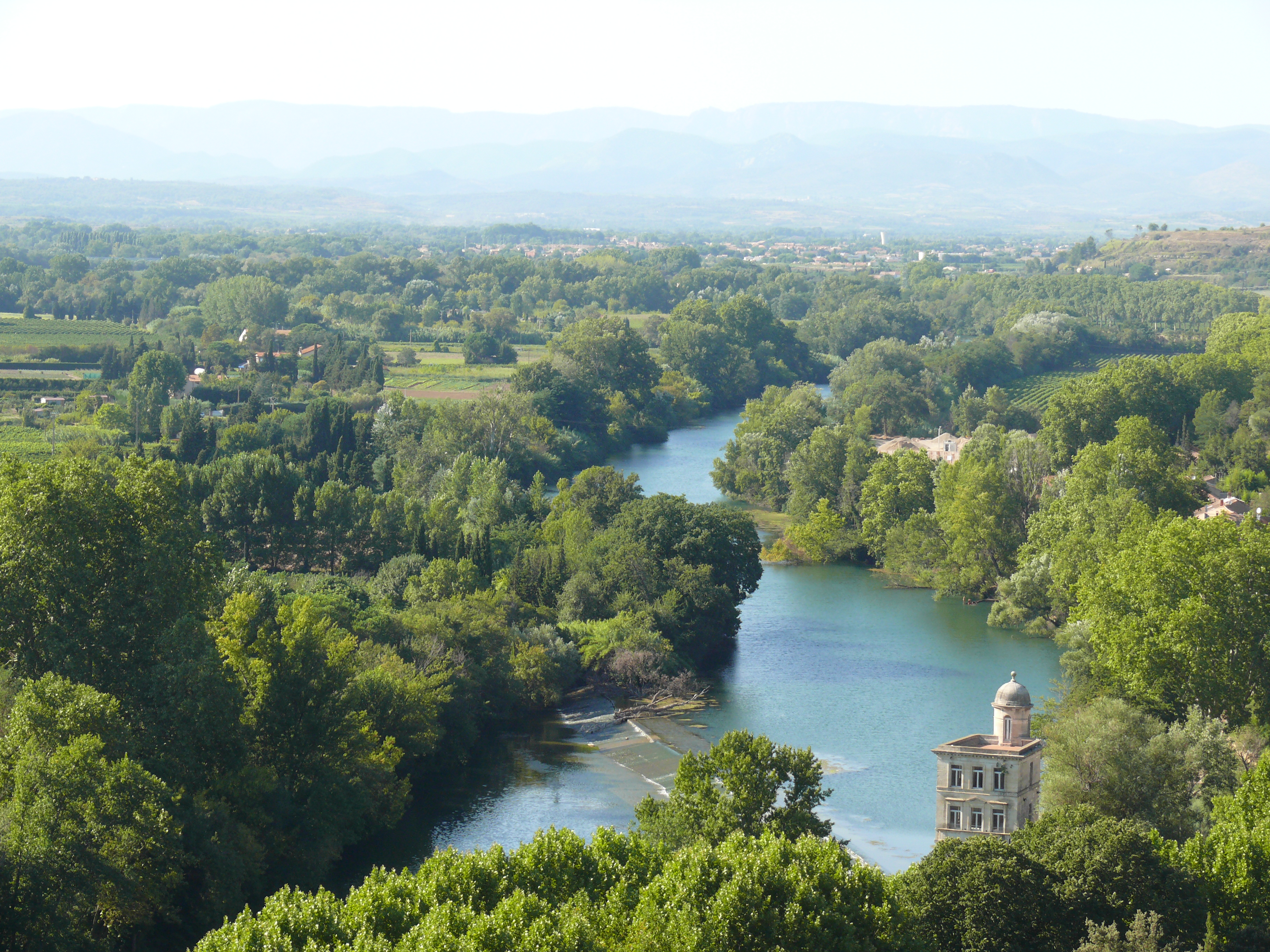